# ドリーミング (ケイト・ブッシュのアルバム)
『ドリーミング』（原題：The Dreaming）は、1982年9月13日に発売されたケイト・ブッシュの4枚目のアルバムである。

## 概要
自身のキャリア初となる単独プロデュースでの作品である。
36トラックMTRを2台シンクロさせた72トラックの多重録音で、フェアライトCMIによるデジタル・サンプリングを多用しており、重層的でサウンドも幅広くなっている。
最高位は全英第3位。
アルバム・カバーの舌に鍵を載せた写真は、収録曲「フーディニ」の歌詞にちなんでいる。
2018年、このアルバムを含む全音源が本人とジェームス・ガスリーによるリマスターで再発売されている。

## 収録曲
1. サット・イン・ユア・ラップ - "Sat in Your Lap"
2. 10ポンド紙幣が1枚 - "There Goes a Tenner"
3. ピンを引き抜け - "Pull Out the Pin"
4. ガッファにて - "Suspended in Gaffa"
5. リーヴ・イット・オープン - "Leave It Open"
6. ドリーミング - "The Dreaming"
7. 夜舞うつばめ - "Night of the Swallow"
8. オール・ザ・ラヴ - "All the Love"
9. フーディニ - "Houdini"
10. 狂気の家 - "Get Out of My House"